# Josep Costa Sobrepera
Josep Costa Sobrepera, también conocido como en Costa, (Palafrugell) es un pintor de arte figurativo español que destaca por sus acuarelas y pinturas al óleo de paisajes marinos, propios de la comarca del Bajo Ampurdán en la provincia de Gerona. También tiene apuntes y retratos al carbón, aguada y pinturas al pastel.

Desde pequeño Josep Costa Sobrepera, nacido en Palafrugell, quería ser pintor, y a pesar de las dificultades que encontró para realizar con plenitud su vocación, llegó a serlo. Y de los buenos, dentro de una concepción postimpresionista del óleo y de la acuarela como procedimientos preferentes para sus temas, basados en los paisajes del Empordà [...]
Josep Maria Cadena i Catalán, crítico de arte

## Biografía

### Juventud
Nacido de una familia vinculada con el mundo del corcho, sus maestros ya se dieron cuenta de su habilidad para la pintura. Costa Sobrepera recibió clases nocturnas de la Escuela de Artes y Oficios y, con 16 años, consiguió su primer trabajo en el taller artesanal del maestro forjador Joan Gich. La primera presencia pública de su obra fue en 1955 en la Biblioteca de Palafrugell, impulsada por su maestro Lluís Medir Jofra.
Continuó exponiendo sus obras en la biblioteca y otros centros de la villa hasta 1958, año en que empezó a participar en certámenes nacionales e internacionales. Obtuvo el segundo premio del certamen juvenil de arte organizado por el Frente de Juventudes de Gerona para la acuarela Las vueltas del hotel Gelpí. En 1958 se incorporó al servicio militar obligatorio en los campamentos de San Clemente Sasebas inicialmente y, más tarde, en Figueras, circunstancia que aprovechó para exponer en la sala municipal de la capital altoampurdanesa.
Durante la década de 1960 fue contratado por diversas empresas como técnico e ingeniero y durante cinco años impartió clases nocturnas en la Escuela de Artes y Oficios de Palafrugell, sustituyendo a su maestro. En 1966 se matriculó en la Escuela de Ingenieros Técnicos Industriales de Barcelona. Todo esto hizo que Costa Sobrepera dispusiera de poco tiempo para la pintura.

### Dedicación como pintor
Hasta el año 1971 Josep Costa residió en Barcelona, donde instaló su primer estudio y se matriculó como oyente en las clases de anatomía de la Escuela de Bellas Artes: allí conoció artistas como Martínez Lozano. Volvió a Palafrugell en 1972 para dedicarse plenamente a la pintura en su estudio, donde también impartía clases de dibujo y pintura. Durante los siguientes años expuso su obra en algunas galerías de arte de Cataluña y del resto de España, incluyendo la Sala Rovira de Barcelona, y fue galardonado en diferentes concursos, tanto nacionales como internacionales. En 1975 es considerado un «año importante» para él tanto a nivel personal (se casa) como a nivel artístico (expone en muchas salas y galerías de arte).
En el final de la década de 1970 y los años 1980 fue la época de gran producción artística de Costa Sobrepera y de gran avance en la divulgación de su obra, con la participación en muchos certámenes internacionales y una presencia significativa por toda Cataluña y la apertura en España. En el día de San Jorge de 1994 inauguró en Pals un estudio museo de estilo gótico para difundir su trabajo.

### Nuevos horizontes
En 1996 inició una nueva etapa creativa que le llevó a viajar por países nórdicos y en toda la Europa Occidental. En esta nueva etapa del artista, sin abandonar su temática habitual, abandonó momentáneamente la pintura al óleo para dedicarse a la acuarela, con otro colorido que tomó como protagonismo el gris y el verde.
Costa Sobrepera continuó consiguiendo premios, especialmente en territorio francés, y el reconocimiento conseguido hizo que a comienzos del siglo XXI varias instituciones se interesaran por su obra y que en 1998 el Diari de Girona obsequiara a sus lectores con láminas de sus obras.

## Obras destacadas
- Éxtasis. La espera de un deseo (1953)
- Mercado (Guatemala, 1987)
- Mercado en la calle (Guatemala, 1987)
- El velo de la luz (Suecia, 1997)
- Mujer (India, 1998)
- Hombre (India, 1998)
- Luz matinal (Palamós, 1999)
- Barcas (Port de la Selva, 2004)

## Exposiciones
| Año  | Espacio                                    | Ciudad                 | Descripción                                                                                            |
| ---- | ------------------------------------------ | ---------------------- | --- |
| 1955 | Biblioteca de Palafrugell                  | Palafrugell            | Exposición individual de acuarelas                                                                     |
| 1956 | Biblioteca de Palafrugell                  | Palafrugell            | Exposición individual de acuarelas                                                                     |
| 1957 | Caixa d'Estalvis de la Diputació de Girona | Palafrugell            | Exposición individual de óleos                                                                         |
| 1958 | Caixa d'Estalvis de la Diputació de Girona | Palafrugell            | Exposición individual de óleos                                                                         |
| 1958 | Sala Municipal                             | Figueras               | Exposición individual de acuarelas                                                                     |
| 1973 | Sala Rovira                                | Barcelona              | Exposición individual                                                                                  |
| 1974 | Sala d'art Empordà                         | Palafrugell            | Exposición individual de óleos y acuarelas                                                             |
| 1975 | Sala d'art Empordà                         | Palafrugell            | Exposiciones individual de acuarelas y colectiva                                                       |
| 1975 | Sala Art i Color                           | Vich                   | Exposición individual de acuarelas                                                                     |
| 1975 | Les Voltes                                 | Olot                   | Exposición individual de acuarelas                                                                     |
| 1976 | Sala d'art Empordà                         | Palafrugell            | Exposicions individual y colectiva                                                                     |
| 1976 | Caixa d'Estalvis de Girona                 | Palafrugell            | Exposición individual                                                                                  |
| 1976 | Sala Art i Color                           | Vich                   | Exposición individual                                                                                  |
| 1976 | Galeries Tramontan                         | Barcelona              | Exposición individual                                                                                  |
| 1976 | Caixa de Pensions de Girona                | Palafrugell            | Exposición individual                                                                                  |
| 1976 | Galeries d'art Tramontan                   | Palamós                | Exposición colectiva                                                                                   |
| 1977 | Sala Llorens                               | Barcelona              | Exposición individual                                                                                  |
| 1977 | Sala d'art Armengol                        | Olot                   | Exposición individual                                                                                  |
| 1978 | Sala d'art Empordà                         | Palafrugell            | Exposición individual                                                                                  |
| 1979 | Galeries Rhodes                            | Figueras               | Exposición individual                                                                                  |
| 1979 | Sala Llorens                               | Barcelona              | Exposición individual                                                                                  |
| 1980 | Galería Bonanova                           | Barcelona              | Exposición individual                                                                                  |
| 1980 | Galeries d'art Tramontan                   | Barcelona              | Exposición individual                                                                                  |
| 1980 | Sala d'art Empordà                         | Palafrugell            | Exposición individual                                                                                  |
| 1981 | Sala d'art Empordà                         | Palafrugell            | Exposición individual                                                                                  |
| 1981 | Sala d'art Empordà                         | Palafrugell            | Exposición colectiva Nadal 81                                                                          |
| 1982 | Galeria d'art Josep Fajol                  | Figueras               | Exposición individual de óleos                                                                         |
| 1982 | Sala d'art Empordà                         | Palafrugell            | Exposición individual de óleos                                                                         |
| 1982 | Estudi Vila Clara                          | La Bisbal de Ampurdán  | Exposición individual de óleos                                                                         |
| 1982 | Casa de cultura Josep Pla                  | Palafrugell            | Exposición colectiva                                                                                   |
| 1983 |                                            | Mirapeis               | Exposición individual                                                                                  |
| 1983 | Sala d'art Empordà                         | Palafrugell            | Exposición individual de óleos                                                                         |
| 1984 | Sala d'art Empordà                         | Palafrugell            | Exposición individual de óleos                                                                         |
| 1984 | Galeries d'art El Claustre                 | Gerona                 | Exposición colectiva                                                                                   |
| 1986 | Galería Fòrum                              | Gerona                 | Exposición colectiva                                                                                   |
| 1986 |                                            | Madrid                 | Exposición colectiva en motivo de la American Chamber of Comerce in Spain                              |
| 1987 | Galeria d'art Mayte Muñoz                  | Barcelona y Madrid     | Exposición individual                                                                                  |
| 1987 | Sala d'art Gabernia                        | Valencia               | Exposición individual                                                                                  |
| 1987 | Galería Fòrum                              | Gerona                 | Exposición individual                                                                                  |
| 1988 | Galeria d'art Intel·lecte                  | Sabadell               | Exposición individual de óleos                                                                         |
| 1988 | Sala Art i Color                           | Vich                   | Exposición individual                                                                                  |
| 1988 | Galeria d'art Mayte Muñoz                  | Barcelona              | Exposición individual                                                                                  |
| 1988 | Galeria d'art Chelsea                      | Manresa                | Exposición individual                                                                                  |
| 1988 | Sala d'art Empordà                         | Palafrugell            | Exposición individual                                                                                  |
| 1988 | Galeria d'art Petritxol                    | Barcelona              | Exposición colectiva                                                                                   |
| 1989 | Galeria d'art Mayte Muñoz                  | Madrid                 | Exposición individual                                                                                  |
| 1989 | Sala d'art Rovira                          | Sabadell               | Exposición individual                                                                                  |
| 1989 | Sala d'art Intel·lecte                     | Sabadell               | Exposición individual                                                                                  |
| 1990 | Galería Watt's Art                         | Castellar del Vallés   | Exposición individual                                                                                  |
| 1990 | Sala d'art Lloveras                        | Tarrasa                | Exposición individual                                                                                  |
| 1990 | Galeria d'art El Claustre                  | Gerona                 | Exposición colectiva                                                                                   |
| 1990 | Sala Xiprell                               | Manresa                | Exposición individual                                                                                  |
| 1991 | Sala d'art Lloveras                        | Tarrasa                | Exposición individual                                                                                  |
| 1991 | Sala d'art El Corte Inglés                 | Barcelona              | Exposición individual                                                                                  |
| 1992 | Sala d'art Xipell                          | Manresa                | Exposición individual                                                                                  |
| 1992 | Sala d'art Rovira                          | Sabadell               | Exposición individual                                                                                  |
| 1996 | Trondhjems Art Gallery                     | Noruega                | Exposición individual                                                                                  |
| 1996 | Gallery Gunvor                             | Noruega                | Exposición individual                                                                                  |
| 1997 | Gallery E. Hellingsen                      | Aalesund               | Exposición individual                                                                                  |
| 1998 | Sala Art-4                                 | Palafrugell            | Exposición individual                                                                                  |
| 1999 | Trondhjems Art Gallery                     | Noruega                | Exposición individual                                                                                  |
| 1999 | Galeries d'art Calella                     | Calella de Palafrugell | Exposición colectiva                                                                                   |
| 2000 | Gallery E. Hellingsen                      | Aalesund               | Exposición individual                                                                                  |
| 2000 | Galeria d'art Mayte Muñoz                  | Barcelona              | Exposición individual                                                                                  |
| 2000 | Casa de cultura Cala Pruna                 | Pals                   | Exposición colectiva                                                                                   |
| 2001 | Salon du Val d'Or                          | Francia                | Exposición colectiva en homenaje a los artistas desaparecidos españoles Sarquella y Ezequiel Torroella |
| 2003 | Sala d'art Xipell                          | Manresa                | Exposición individual de óleos                                                                         |
| 2004 | Sala de arte Goya El Corte Inglés          | Madrid                 | Exposición individual de óleos                                                                         |
| 2006 | Gallery Thuiller Art & Colours             | París                  | Exposición individual                                                                                  |
| 2007 | Teatre Municipal                           | Palafrugell            | Exposición individual bajo el título Costa Sobrepera, la retina i el paisatge                          |
| 2008 | Centre cívic                               | Portbou                | Exposición colectiva                                                                                   |
| 2011 | Ca la Pruna                                | Pals                   | Exposició en memòria de su mujer                                                                       |
| 2012 | Teatre Municipal                           | Palafrugell            | Exposición individual de óleos (julio)                                                                 |

## Obra en museos
Sus obras están presentes en museos de las comarcas gerundenses:
- Museo Arqueológico Comarcal de Bañolas
- Museo del Ampurdán (Figueras)
- Fondo de Arte del Museo del Corcho de Palafrugell